# Antonio Roldán
Antonio Roldán (ur. 15 czerwca 1946 w mieście Meksyk) – meksykański bokser wagi piórkowej. W 1968 roku na letnich igrzyskach olimpijskich w Meksyku zdobył złoty medal.